# Kailarsenia campanula
Kailarsenia campanula là một loài thực vật có hoa trong họ Thiến thảo. Loài này được (Ridl.) Tirveng. mô tả khoa học đầu tiên năm 1983.